# Musculus flexor digitorum brevis
De musculus flexor digitorum brevis of korte tenenbuiger is een skeletspier aan de oppervlakte van de voet die de buitenste vier tenen helpt buigen.  De andere buiger is de lange tenenbuiger (musculus flexor digitorum longus) en bevindt zich niet in de voet maar in de kuit. De spier is aangehecht aan de calcaneus en aan het buitenste kootje van de buitenste vier tenen. 